# Diario de la resistencia de Marquetalia
Diario de la resistencia de Marquetalia (o Diario de Marquetalia) es un libro escrito por Jacobo Arenas publicado en 1972. Incluye una crónica de los acontecimientos de la lucha entre los combatientes de la guerrilla y los soldados de una brigada colombiana del ejército.

## Contenido
En el diario se describe la localización geográfica del área de Marquetalia, compuesta por 800 kilómetros cuadrados en los Andes, aproximadamente a 1.820 m s. n. m., con la presencia de precipitación tipo monzón. 
El diario destaca algunos de los funcionamientos internos de Marquetalia como una improvisada "comuna" o pequeña sociedad socialista, donde no solamente estaban presentes los combatientes campesinos y los ideólogos del partido comunista, sino también varios miembros de sus familias y algunos de sus amigos, que trabajaron juntos como comunidad para propósitos socioeconómicos y de defensa/militancia común.
Jacobo Arenas describe las operaciones militares contra Marquetalia en mayo de 1964 como parte de una iniciativa llamada plan LASO, que para él significaba el suprimir la disensión y las rebeliones comunistas que pudieran originarse en la región entera. El autor argumenta que la ofensiva fue diseñada con ayuda del Pentágono y cree que participaron unos 16.000 miembros del ejército, con la ayuda de helicópteros y de aeronaves militares.
El número de combatientes comunistas campesinos fue mucho más pequeño, pero un informe de la CIA habría anunciado que la población del enclave podría alcanzar 2.000 hombres. Los relatos de las FARC contienen cifras diferentes y se dice incluso que allí sólo estaban Manuel Marulanda Vélez y otros cuarenta y ocho hombres. Junto a Jacobo Arenas, Marulanda más tarde se convertiría en fundador y comandante en jefe de las FARC.
Según el autor, los combatientes dispersados pronto se recolectaron para dar a luz a las FARC, después de que los combatientes anteriores de Marquetalia se ocultaron en selvas y aldeas alejadas a través de Colombia, organizandos para luchar usando técnicas de la guerra de guerrillas.